# Super Bowl XXX
O Super Bowl XXX foi a decisão da temporada de 1995 da NFL, vencida pelo Dallas Cowboys (NFC) contra o Pittsburgh Steelers (AFC), por 27 a 17. O jogo teve como MVP o cornerback campeão Larry Brown, sendo o primeiro dessa posição a conquistar o prêmio na história. Este foi o quinto e último Super Bowl conquistado pelos Cowboys até a presente data. A partida foi disputada no Sun Devil Stadium, Tempe, Arizona, em 28 de janeiro de 1996.
As duas equipes entraram no jogo tentando empatar o recorde de San Francisco 49ers de maior quantidade de títulos de Super Bowl por uma franquia (5). Os Cowboys, que tiveram uma campanha de doze vitórias e quatro derrotas na temporada regular, estavam fazendo sua sétima aparição no Super Bowl, enquanto os Steelers, que venceram onze jogos de dezesseis no ano, estavam na sua quinta presença no Super Bowl. Este jogo também foi a quinta vez que dois times se enfrentaram novamente no Super Bowl. Além disso, foi o terceiro encontro entre os dois rivais de longa data em um Super Bowl (após as edições X e XIII), a maior quantidade entre quaisquer duas equipes na NFL. Dallas tinha se tornado a primeira equipe a vencer três Super Bowls em quatro anos, enquanto a derrota de Pittsburgh foi justamente sua primeira numa final. Até a presente data, o Super Bowl XXX foi a última final da NFL que o Cowboys participou, nem sequer se classificando para uma final de conferência desde então.
Larry Brown, o cornerback de Dallas, se tornou o primeiro de sua posição a ser nomeado MVP de um Super Bowl quando conseguiu duas interceptações no segundo tempo, que os Cowboys conseguiram capitalizar anotando dois touchdowns que impediram os Steelers de voltar no jogo. Dallas começou liderando o placar por 13 a 0 no segundo quarto antes de Pittsburgh marcar um tochdown faltando treze segundos para o intervalo, cortando o déficit para 13 a 7. Na metade do terceiro quarto, Brown fez sua primeira interceptação e a retornou para 44 jardas na linha de 18 jardas de Pittsburgh que levou em seguida a um touchdown terrestre do running back Emmitt Smith. Os Steelers conseguiram anotar dez pontos seguidos no quarto período, trazendo o placar para 20 a 17. Mas Brown conseguiu uma outra interceptação no drive seguinte dos Pittsburgh e retornou 33 jardas para a linha de seis jardas dos Steelers e mais uma vez Smith capitalizou e marcou um outro touchdown correndo com a bola, matando o jogo.
A transmissão da NBC quebrou o então recorde de evento esportivo mais assistido na televisão dos Estados Unidos e se tornou o segundo programa mais assistido de todos os tempos na época, ficando atrás apenas do episódio final da série M*A*S*H.

## Resumo do jogo
- DAL - FG: Chris Boniol, 42 jardas 3-0 DAL
- DAL - TD: Jay Novacek, passe de 3 jardas de Troy Aikman (ponto extra: chute de Chris Boniol) 10-0 DAL
- DAL - FG: Chris Boniol, 35 jardas 13-0 DAL
- PIT - TD: Yancey Thigpen, passe de 6 jardas pass from Neil O'Donnell (ponto extra: chute de Norm Johnson) 13-7 DAL
- DAL - TD: Emmitt Smith, corrida de 1 jarda (ponto extra: chute de Chris Boniol) 20-7 DAL
- PIT - FG: Norm Johnson 46 jardas 20-10 DAL
- PIT - TD: Byron "Bam" Morris, corrida de 1 jarda (ponto extra: chute de Norm Johnson) 20-17 DAL
- DAL - TD: Emmitt Smith, , corrida de 4 jardas (ponto extra: chute de Chris Boniol) 27-17 DAL